# Tour de France 1947
Le Tour de France 1947 est la 34e édition du Tour de France, course cycliste qui s'est déroulée du 25 juin au 20 juillet 1947 sur 21 étapes pour 4 642 km. Le départ et l'arrivée du Tour ont lieu à Paris.
Il s'agit du premier Tour de France organisé après la Seconde Guerre mondiale. Le conflit a causé la non-organisation de sept éditions de la Grande Boucle.
La course est remportée par le Français Jean Robic qui devance au général son compatriote Édouard Fachleitner. Robic attaque dans la dernière étape Caen-Paris et prend le maillot jaune à l'Italien Pierre Brambilla (finalement 3e) au Parc des Princes. Il gagne le Tour de France sans avoir porté la tunique jaune.

## Organisation
C'est le premier Tour de l'après-Seconde Guerre mondiale. Jacques Goddet a d'énormes difficultés pour l'organisation de ce Tour dans une France encore dévastée.

## Parcours
Le Tour de France 1947 s'inscrit dans la période de 1905 à 1951, durant laquelle le parcours de la course réalise un « chemin de ronde », collant aux frontières de l'Hexagone.
La course commence à Paris et dans sa banlieue, comme tous les ans jusqu'en 1950, à l'exception de 1926 et le parc des Princes accueille l'arrivée du Tour de 1903 à 1967.
En France, Carcassonne (Aude) est ville-étape pour la première fois.
Par ailleurs, le Tour se déroule dans deux pays non visités précédemment avec une arrivée d'étape à Bruxelles (Belgique) et une à Luxembourg (Luxembourg).

## Participation
L'Italien Gino Bartali, vainqueur du Tour de France 1938, ne peut disputer cette édition car son employeur, la marque Legnano, s'y oppose.

## Déroulement de la course
Ferdi Kübler remporte la première étape qui emprunte les routes du Paris-Roubaix. René Vietto, favori du Tour, attaque le lendemain en Belgique et prend le maillot jaune au Suisse. Il le gardera 6 jours pour le perdre provisoirement à Grenoble au profit de l'Italien Aldo Ronconi.
La 4e étape est caractérisée par une grande canicule, Jean Robic gagne l’étape à Strasbourg. En quittant la capitale alsacienne, Robic crève et est obligé de rattraper le retard acquis la veille.
Vietto reprend le maillot jaune à Aldo Ronconi à Digne. Il le conserve jusqu'à l'issue du plus long chrono du Tour, 139 km entre Vannes et Saint-Brieuc. Il le cède alors à Pierre Brambilla, à deux jours de l'arrivée.
Entre-temps, un festival de Jean Robic entre Luchon et Pau (10'43" d'avance sur Vietto) et l'échappée solitaire d'Albert Bourlon, 253 km entre Carcassonne et Luchon (la plus longue du Tour d’après-guerre) marquent ce Tour.
Lors de la dernière étape, entre Caen et Paris, Robic attaque dans la côte de Bonsecours ; Édouard Fachleitner peut s'accrocher, mais Brambilla est distancé ; l'échappée ira au bout, Briek Schotte remportant l'étape et Jean Robic le Tour de France, avec 3 min 58 s d'avance sur Fachleitner, et 10 min 17 s sur Brambilla. Il gagne le Tour de France sans avoir porté la tunique jaune. Ce cas, le premier, ne s'est depuis reproduit qu'en 1968.
Ce Tour a comporté 5 jours de repos et sa vitesse moyenne a été de 31,412 km/h.

## Étapes
| Étape,    | Date             | Villes étapes                      |                             | Distance (km)         | Vainqueur d’étape     | Leader du classement général |
| --------- | ---------------- | ---------------------------------- | --------------------------- | --------------------- | --------------------- | ---------------------------- |
| 1re étape | mer. 25 juin     | Paris - Pierrefitte – Lille        | Étape de plaine             | 236                   | Ferdi Kübler          | Ferdi Kübler                 |
| 2e étape  | jeu. 26 juin     | Lille – Bruxelles (BEL)            | Étape de plaine             | 182                   | René Vietto           | René Vietto                  |
| 3e étape  | ven. 27 juin     | Bruxelles (BEL) – Luxembourg (LUX) | Étape de plaine             | 314                   | Aldo Ronconi          | René Vietto                  |
| 4e étape  | sam. 28 juin     | Luxembourg (LUX) – Strasbourg      | Étape de plaine             | 223                   | Jean Robic            | René Vietto                  |
| 5e étape  | dim. 29 juin     | Strasbourg – Besançon              | Étape de plaine             | 248                   | Ferdi Kübler          | René Vietto                  |
|           | lun. 30 juin     | Besançon                           | Jour de repos               | Journée de repos no 1 | Journée de repos no 1 | Journée de repos no 1        |
| 6e étape  | mar. 1er juillet | Besançon – Lyon                    | Étape de plaine             | 249                   | Lucien Teisseire      | René Vietto                  |
| 7e étape  | mer. 2 juillet   | Lyon – Grenoble                    | Étape de montagne           | 172                   | Jean Robic            | Aldo Ronconi                 |
| 8e étape  | jeu. 3 juillet   | Grenoble – Briançon                | Étape de montagne           | 185                   | Fermo Camellini       | Aldo Ronconi                 |
|           | ven. 4 juillet   | Briançon                           | Jour de repos               | Journée de repos no 2 | Journée de repos no 2 | Journée de repos no 2        |
| 9e étape  | sam. 5 juillet   | Briançon – Digne                   | Étape de montagne           | 217                   | René Vietto           | René Vietto                  |
| 10e étape | dim. 6 juillet   | Digne – Nice                       | Étape de montagne           | 255                   | Fermo Camellini       | René Vietto                  |
|           | lun. 7 juillet   | Nice                               | Jour de repos               | Journée de repos no 3 | Journée de repos no 3 | Journée de repos no 3        |
| 11e étape | mar. 8 juillet   | Nice – Marseille                   | Étape de plaine             | 230                   | Édouard Fachleitner   | René Vietto                  |
| 12e étape | mer. 9 juillet   | Marseille – Montpellier            | Étape de plaine             | 165                   | Henri Massal          | René Vietto                  |
| 13e étape | jeu. 10 juillet  | Montpellier – Carcassonne          | Étape de plaine             | 172                   | Lucien Teisseire      | René Vietto                  |
| 14e étape | ven. 11 juillet  | Carcassonne – Luchon               | Étape de montagne           | 253                   | Albert Bourlon        | René Vietto                  |
|           | sam. 12 juillet  | Luchon                             | Jour de repos               | Journée de repos no 4 | Journée de repos no 4 | Journée de repos no 4        |
| 15e étape | dim. 13 juillet  | Luchon – Pau                       | Étape de montagne           | 195                   | Jean Robic            | René Vietto                  |
| 16e étape | lun. 14 juillet  | Pau – Bordeaux                     | Étape de plaine             | 195                   | Giuseppe Tacca        | René Vietto                  |
| 17e étape | mar. 15 juillet  | Bordeaux – Les Sables-d'Olonne     | Étape de plaine             | 272                   | Éloi Tassin           | René Vietto                  |
| 18e étape | mer. 16 juillet  | Les Sables-d'Olonne – Vannes       | Étape de plaine             | 236                   | Pietro Tarchini       | René Vietto                  |
|           | jeu. 17 juillet  | Vannes                             | Jour de repos               | Journée de repos no 5 | Journée de repos no 5 | Journée de repos no 5        |
| 19e étape | ven. 18 juillet  | Vannes – Saint-Brieuc              | Contre-la-montre individuel | 139                   | Raymond Impanis       | Pierre Brambilla             |
| 20e étape | sam. 19 juillet  | Saint-Brieuc – Caen                | Étape de plaine             | 235                   | Maurice Diot          | Pierre Brambilla             |
| 21e étape | dim. 20 juillet  | Caen – Paris - Parc des Princes    | Étape de plaine             | 257                   | Albéric Schotte       | Jean Robic                   |

## Récit de la course

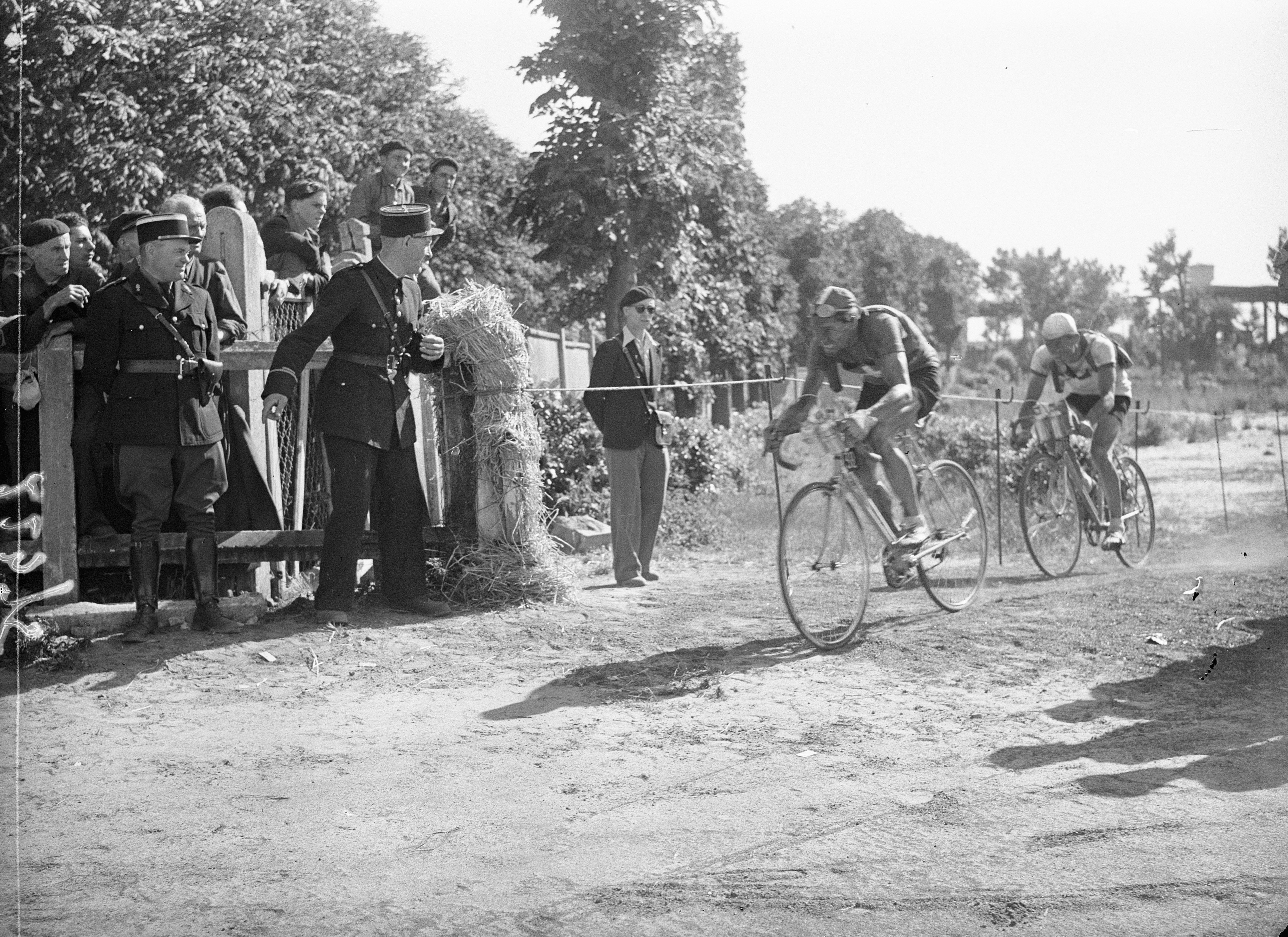
Ferdi Kübler sur le Tour 1947, devant André Mahé.

- La 4e étape entre Luxembourg et Strasbourg est marquée par une chaleur écrasante. Plusieurs coureurs se jettent dans les cours d'eau ou des fontaines pour se rafraîchir. Raphaël Géminiani, lui, se jette dans un abreuvoir touché par la fièvre aphteuse. L'aphte s'est vite développé à cause de la chaleur mais Géminiani a pu terminer l'étape accroché à Jean de Gribaldy. Il a ensuite été transporté à l'hôpital de Strasbourg où il dit être resté barbouillé de crème et en collant, sans soins pendant 2 jours, avant que son frère, qui le recherchait, ne le retrouvât.
- Lors de la 14e étape entre Carcassonne et Luchon, longue de 253 kilomètres, le Français Albert Bourlon s'impose en solitaire, avec 16 min 20 s d'avance sur le second Norbert Callens et 22 min 32 s sur René Vietto, alors porteur du maillot jaune et Jean Robic, futur vainqueur de l'édition. Albert Bourlon signe la plus longue échappée en solitaire de l'histoire du Tour de France[7].

## Classements

### Classement général final
| Classement général | Classement général   | Classement général | Classement général             | Classement général   |
|                    | Coureur              | Pays               | Équipe                         | Temps                |
| ------------------ | -------------------- | ------------------ | ------------------------------ | -------------------- |
| 1er                | Jean Robic           | France             | Ouest                          | en 148 h 11 min 25 s |
| 2e                 | Édouard Fachleitner  | France             | France                         | + 3 min 58 s         |
| 3e                 | Pierre Brambilla     | Italie             | Italie                         | + 10 min 7 s         |
| 4e                 | Aldo Ronconi         | Italie             | Italie                         | + 11 min 0 s         |
| 5e                 | René Vietto          | France             | France                         | + 15 min 23 s        |
| 6e                 | Raymond Impanis      | Belgique           | Belgique                       | + 18 min 14 s        |

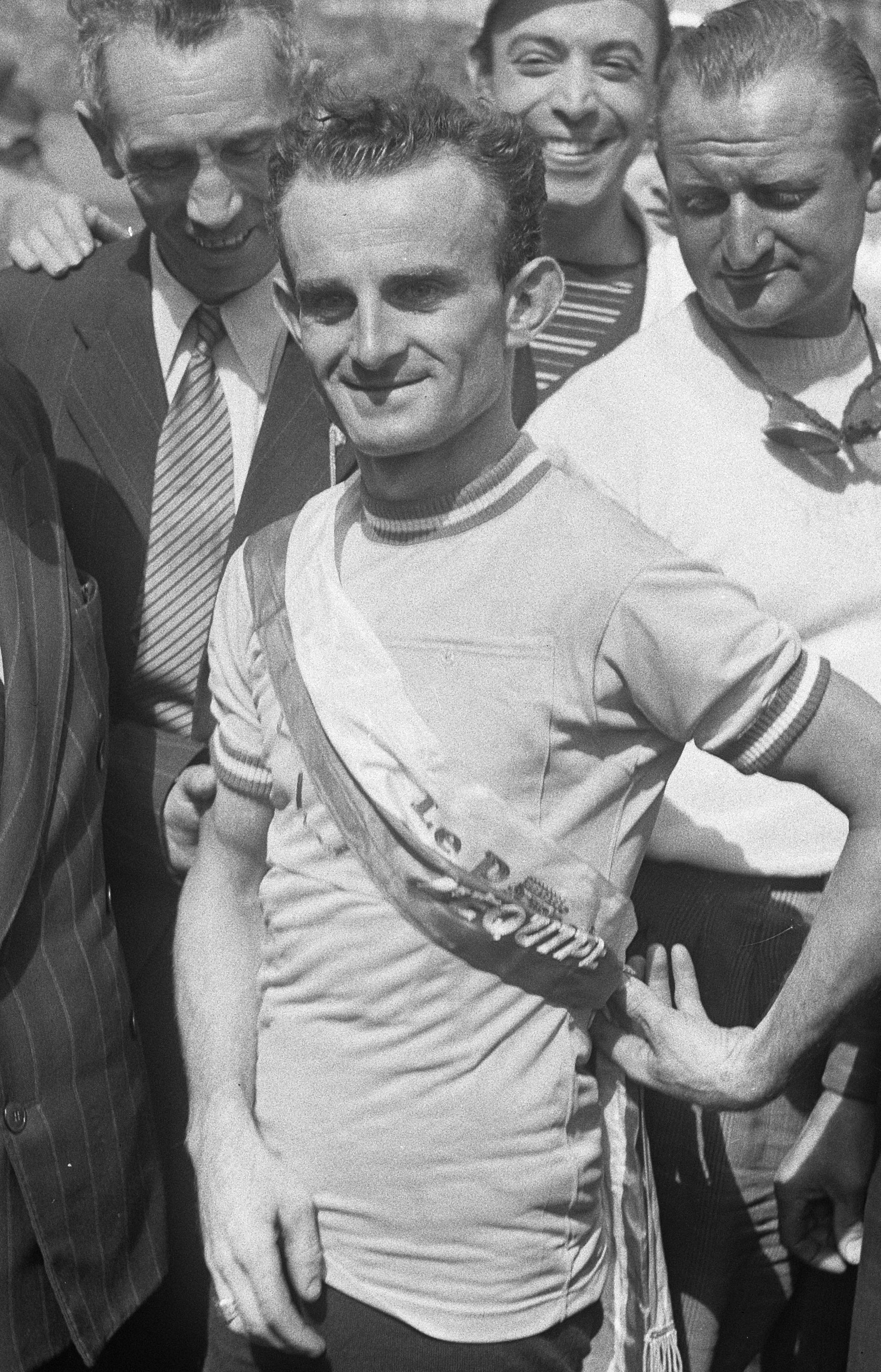
Jean Robic le 18 juillet 1947, vainqueur de la course quelques jours plus tard.

| 7e                 | Fermo Camellini      | Italie             | Pays-Bas / Étrangers de France | + 24 min 8 s         |
| 8e                 | Giordano Cottur      | Italie             | Italie                         | + 1 h 6 min 3 s      |
| 9e                 | Jean-Marie Goasmat   | France             | Ouest                          | + 1 h 16 min 3 s     |
| 10e                | Apo Lazaridès        | France             | Sud-Est                        | + 1 h 18 min 44 s    |
| 11e                | Lucien Teisseire     | France             | France                         | + 1 h 32 min 16 s    |
| 12e                | Pierre Cogan         | France             | Ouest                          | + 1 h 44 min 55 s    |
| 13e                | Briek Schotte        | Belgique           | Belgique                       | + 1 h 56 min 45 s    |
| 14e                | Giuseppe Tacca       | Italie             | Italie                         | + 2 h 6 min 7 s      |
| 15e                | Jean Diederich       | Luxembourg         | Suisse / Luxembourg            | + 2 h 10 min 43 s    |
| 16e                | Daniel Thuayre       | France             | Île-de-France                  | + 2 h 13 min 4 s     |
| 17e                | Gottfried Weilenmann | Suisse             | Suisse / Luxembourg            | + 2 h 18 min 23 s    |
| 18e                | Jean Kirchen         | Luxembourg         | Suisse / Luxembourg            | + 2 h 20 min 26 s    |
| 19e                | Paul Giguet          | France             | Sud-Est                        | + 2 h 26 min 25 s    |
| 20e                | Jean Goldschmit      | Luxembourg         | Suisse / Luxembourg            | + 2 h 32 min 24 s    |
| 21e                | Albert Bourlon       | France             | Centre - Sud-Ouest             | + 2 h 38 min 18 s    |
| 22e                | Bernard Gauthier     | France             | Sud-Est                        | + 2 h 52 min 45 s    |
| 23e                | Primo Volpi          | Italie             | Italie                         | + 3 h 2 min 48 s     |
| 24e                | Roger Lévêque        | France             | Centre - Sud-Ouest             | + 3 h 5 min 4 s      |
| 25e                | Kléber Piot          | France             | France                         | + 3 h 10 min 48 s    |
| modifier           |                      |                    |                                |                      |

### Classements annexes finals
| Classement du Prix du meilleur grimpeur | Classement du Prix du meilleur grimpeur | Classement du Prix du meilleur grimpeur | Classement du Prix du meilleur grimpeur | Classement du Prix du meilleur grimpeur |
| --------------------------------------- | --------------------------------------- | --------------------------------------- | --------------------------------------- | --------------------------------------- |
|                                         | Coureur                                 | Pays                                    | Équipe                                  | Point(s)                                |
| 1er                                     | Pierre Brambilla                        | Italie                                  | Italie                                  | 98 points                               |
| 2e                                      | Apo Lazaridès                           | France                                  | Sud-Est                                 | 89 pts                                  |
| 3e                                      | Jean Robic                              | France                                  | Ouest                                   | 70 pts                                  |
| 4e                                      | Fermo Camellini Aldo Ronconi            | Italie                                  | Pays-Bas / Étrangers de France Italie   | 63 pts                                  |
| 6e                                      | René Vietto                             | France                                  | France                                  | 38 pts                                  |
| 7e                                      | Édouard Fachleitner                     | France                                  | France                                  | 35 pts                                  |
| 8e                                      | Jean-Marie Goasmat                      | France                                  | Ouest                                   | 27 pts                                  |
| 9e                                      | Giordano Cottur                         | Italie                                  | Italie                                  | 25 pts                                  |
| 10e                                     | Lucien Teisseire                        | France                                  | France                                  | 19 pts                                  |
| modifier                                |                                         |                                         |                                         |                                         |

| Classement du Challenge international | Classement du Challenge international | Classement du Challenge international | Classement du Challenge international |
|                                       | Équipe                                | Pays                                  | Temps                                 |
| ------------------------------------- | ------------------------------------- | ------------------------------------- | ------------------------------------- |
| 1re                                   | Italie                                | Italie                                | en 446 h 1 min 25 s                   |
| 2e                                    | France                                | France                                | + 23 min 57 s                         |
| 3e                                    | Ouest                                 | France                                | + 1 h 33 min 48 s                     |
| 4e                                    | Belgique                              | Belgique                              | + 4 h 4 min 17 s                      |
| 5e                                    | Sud-Est                               | France                                | + 5 h 10 min 44 s                     |
| 6e                                    | Suisse / Luxembourg                   | Suisse / Luxembourg                   | + 5 h 22 min 22 s                     |
| 7e                                    | Pays-Bas / Étrangers de France        | Pays-Bas / France                     | + 7 h 0 min 45 s                      |
| 8e                                    | Centre Sud-Ouest                      | France                                | + 7 h 30 min 52 s                     |
| 9e                                    | Île de France                         | France                                | + 9 h 41 min 53 s                     |
| 10e                                   | Nord-Est                              | France                                | + 12 h 38 min 3 s                     |
| modifier                              |                                       |                                       |                                       |

#### Classement par points
Le calcul des points se fait par addition des classements de chaque étape, pour chacun des coureurs ayant atteint l'arrivée, soit vingt et une étapes disputées. Jean Robic obtient le total le plus faible (232 points), avec trois victoires d'étape, une seconde place, une quatrième, une sixième, deux huitièmes, deux neuvièmes, deux douzièmes, deux quinzièmes, une seizième, trois dix-septièmes, deux vingtièmes et une vingt-deuxième.
| Classement par points | Classement par points | Classement par points | Classement par points          | Classement par points |
| --------------------- | --------------------- | --------------------- | ------------------------------ | --------------------- |
|                       | Coureur               | Pays                  | Équipe                         | Point(s)              |
| 1er                   | Jean Robic            | France                | Ouest                          | 232 points            |
| 2e                    | Aldo Ronconi          | Italie                | Italie                         | 267 pts               |
| 3e                    | René Vietto           | France                | France                         | 276 pts               |
| 4e                    | Pierre Brambilla      | Italie                | Italie                         | 278 pts               |
| 5e                    | Édouard Fachleitner   | France                | France                         | 290 pts               |
| 6e                    | Raymond Impanis       | Belgique              | Belgique                       | 291 pts               |
| 7e                    | Fermo Camellini       | Italie                | Pays-Bas / Étrangers de France | 301 pts               |
| modifier              |                       |                       |                                |                       |

### Évolution des classements
| Étape              | Vainqueur           | Classement général | Classement de la montagne | Challenge international |
| ------------------ | ------------------- | ------------------ | ------------------------- | ----------------------- |
| 1                  | Ferdinand Kübler    | Ferdinand Kübler   | Non décerné               | Ouest                   |
| 2                  | René Vietto         | René Vietto        | Non décerné               | Belgique                |
| 3                  | Aldo Ronconi        | René Vietto        | Non décerné               | Italie                  |
| 4                  | Jean Robic          | René Vietto        | Non décerné               | Italie                  |
| 5                  | Ferdinand Kübler    | René Vietto        | Non décerné               | Italie                  |
| 6                  | Lucien Teisseire    | René Vietto        | Non décerné               | Italie                  |
| 7                  | Jean Robic          | Aldo Ronconi       | Pierre Brambilla          | Italie                  |
| 8                  | Fermo Camellini     | Aldo Ronconi       | Pierre Brambilla          | Italie                  |
| 9                  | René Vietto         | René Vietto        | Pierre Brambilla          | Italie                  |
| 10                 | Fermo Camellini     | René Vietto        | Apo Lazaridès             | Italie                  |
| 11                 | Édouard Fachleitner | René Vietto        | Apo Lazaridès             | Italie                  |
| 12                 | Henri Massal        | René Vietto        | Apo Lazaridès             | Italie                  |
| 13                 | Lucien Teisseire    | René Vietto        | Apo Lazaridès             | Italie                  |
| 14                 | Albert Bourlon      | René Vietto        | Apo Lazaridès             | Italie                  |
| 15                 | Jean Robic          | René Vietto        | Pierre Brambilla          | Italie                  |
| 16                 | Giuseppe Tacca      | René Vietto        | Pierre Brambilla          | Italie                  |
| 17                 | Éloi Tassin         | René Vietto        | Pierre Brambilla          | Italie                  |
| 18                 | Pietro Tarchini     | René Vietto        | Pierre Brambilla          | Italie                  |
| 19                 | Raymond Impanis     | Pierre Brambilla   | Pierre Brambilla          | Italie                  |
| 20                 | Maurice Diot        | Pierre Brambilla   | Pierre Brambilla          | Italie                  |
| 21                 | Briek Schotte       | Jean Robic         | Pierre Brambilla          | Italie                  |
| Classements finals | Classements finals  | Jean Robic         | Pierre Brambilla          | Italie                  |

## Liste des coureurs
La liste ci-dessous présente les coureurs inscrits par numéro de dossard.
| Légende | Légende                                                                    | Légende | Légende                                                    |
| ------- | -------------------------------------------------------------------------- | ------- | ---------------------------------------------------------- |
| Num     | Dossard de départ porté par le coureur sur ce Tour                         | Pos     | Position à l'arrivée de la course                          |
|         | Indique un maillot de champion national ou mondial, suivi de sa spécialité | NP      | Indique un coureur qui n'a pas pris le départ de la course |
| AB      | Indique un coureur qui n'a pas terminé la course                           | HD      | Indique un coureur qui a terminé la course hors des délais |

| Belgique                           | Belgique                 | Belgique |
| ---------------------------------- | ------------------------ | -------- |
| Num                                | Coureur                  | Pos      |
| 1                                  | Jean Breuer (BEL)        | 45e      |
| 2                                  | Norbert Callens (BEL)    | AB-15    |
| 3                                  | Roger Gyselinck (BEL)    | 43e      |
| 4                                  | Raymond Impanis (BEL)    | 6e       |
| 5                                  | Florent Mathieu (BEL)    | 27e      |
| 6                                  | Maurice Mollin (BEL)     | 42e      |
| 7                                  | René Oreel (BEL)         | 38e      |
| 8                                  | Prosper Depredomme (BEL) | AB-3     |
| 9                                  | Albéric Schotte (BEL)    | 13e      |
| 10                                 | Albert Sercu (BEL)       | HD-8     |
| Directeur sportif : Karel Steyaert |                          |          |

| Pays-Bas / Etrangers de France         | Pays-Bas / Etrangers de France | Pays-Bas / Etrangers de France |
| -------------------------------------- | ------------------------------ | ------------------------------ |
| Num                                    | Coureur                        | Pos                            |
| 11                                     | Jefke Janssen (NED)            | 32e                            |
| 12                                     | André de Korver (NED)          | AB-3                           |
| 13                                     | Bouk Schellingerhoudt (NED)    | HD-7                           |
| 14                                     | Hubert Sijen (NED)             | AB-8                           |
| 15                                     | Albert van Schendel (NED)      | AB-3                           |
| 16                                     | Arie Vooren (NED)              | HD-4                           |
| 17                                     | Fermo Camellini (ITA)          | 7e                             |
| 18                                     | Eugenio Galliussi (ITA)        | AB-3                           |
| 19                                     | Victor Joly (BEL)              | 47e                            |
| 20                                     | Édouard Klabinski (POL)        | 34e                            |
| Directeur sportif : Joris Vandenberghe |                                |                                |

| Italie                              | Italie                  | Italie |
| ----------------------------------- | ----------------------- | ------ |
| Num                                 | Coureur                 | Pos    |
| 21                                  | Elio Bertocchi (ITA)    | AB-3   |
| 22                                  | Olimpio Bizzi (ITA)     | AB-3   |
| 23                                  | Pierre Brambilla (ITA)  | 3e     |
| 24                                  | Giovanni Corrieri (ITA) | AB-10  |
| 25                                  | Giordano Cottur (ITA)   | 8e     |
| 26                                  | Egidio Feruglio (ITA)   | 31e    |
| 27                                  | Aldo Ronconi (ITA)      | 4e     |
| 28                                  | Vincenzo Rossello (ITA) | AB-17  |
| 29                                  | Giuseppe Tacca (ITA)    | 14e    |
| 30                                  | Primo Volpi (ITA)       | 23e    |
| Directeur sportif : Guido Girardini |                         |        |

| Suisse / Luxembourg             | Suisse / Luxembourg        | Suisse / Luxembourg |
| ------------------------------- | -------------------------- | ------------------- |
| Num                             | Coureur                    | Pos                 |
| 31                              | Léo Amberg (SUI)           | HD-7                |
| 32                              | Ferdi Kübler (SUI)         | HD-7                |
| 33                              | Robert Lang (SUI)          | HD-2                |
| 34                              | Gottfried Weilenmann (SUI) | 17e                 |
| 35                              | Leo Weilenmann (SUI)       | 52e                 |
| 36                              | Pietro Tarchini (SUI)      | 53e                 |
| 37                              | Henri Ackermann (LUX)      | AB-2                |
| 38                              | Jean Diederich (LUX)       | 15e                 |
| 39                              | Jean Goldschmit (LUX)      | 20e                 |
| 40                              | Jean Kirchen (LUX)         | 18e                 |
| Directeur sportif : Henri Suter |                            |                     |

| France                        | France                    | France |
| ----------------------------- | ------------------------- | ------ |
| Num                           | Coureur                   | Pos    |
| 41                            | Louison Bobet (FRA)       | AB-9   |
| 42                            | Louis Caput (FRA)         | HD-2   |
| 43                            | Édouard Fachleitner (FRA) | 2e     |
| 44                            | Manuel Huguet (FRA)       | HD-8   |
| 45                            | Émile Idée (FRA)          | AB-15  |
| 46                            | Henri Massal (FRA)        | 30e    |
| 47                            | Kléber Piot (FRA)         | 25e    |
| 48                            | Lucien Teisseire (FRA)    | 11e    |
| 49                            | Louis Thiétard (FRA)      | AB-13  |
| 50                            | René Vietto (FRA)         | 5e     |
| Directeur sportif : Léo Véron |                           |        |

| Île-de-France                        | Île-de-France             | Île-de-France |
| ------------------------------------ | ------------------------- | ------------- |
| Num                                  | Coureur                   | Pos           |
| 51                                   | René Barret (FRA)         | 41e           |
| 52                                   | Robert Bonnaventure (FRA) | HD-8          |
| 53                                   | Urbain Caffi (FRA)        | HD-2          |
| 54                                   | Victor Cosson (FRA)       | AB-10         |
| 55                                   | Maurice Diot (FRA)        | 49e           |
| 56                                   | Robert Charpentier (FRA)  | HD-2          |
| 57                                   | Raymond Lucas (FRA)       | 44e           |
| 58                                   | Paul Maye (FRA)           | AB-6          |
| 59                                   | Édouard Muller (FRA)      | 36e           |
| 60                                   | Daniel Thuayre (FRA)      | 16e           |
| Directeur sportif : Arsène Alancourt |                           |               |

| Ouest                              | Ouest                    | Ouest |
| ---------------------------------- | ------------------------ | ----- |
| Num                                | Coureur                  | Pos   |
| 61                                 | Louis Bocquet (FRA)      | AB-3  |
| 62                                 | Pierre Cogan (FRA)       | 12e   |
| 63                                 | Jean-Marie Goasmat (FRA) | 9e    |
| 64                                 | Raymond Guégan (FRA)     | HD-2  |
| 65                                 | Ange Le Strat (FRA)      | 33e   |
| 66                                 | André Mahé (FRA)         | AB-3  |
| 67                                 | Roger Pontet (FRA)       | AB-20 |
| 68                                 | Jean Robic (FRA)         | 1er   |
| 69                                 | Gaston Rousseau (FRA)    | 50e   |
| 70                                 | Éloi Tassin (FRA)        | 37e   |
| Directeur sportif : Pierre Cloarec |                          |       |

| Nord-Est                         | Nord-Est                    | Nord-Est |
| -------------------------------- | --------------------------- | -------- |
| Num                              | Coureur                     | Pos      |
| 71                               | Gaston Audier (FRA)         | 51e      |
| 72                               | Jean-Baptiste Delille (FRA) | AB-3     |
| 73                               | Maurice De Muer (FRA)       | HD-2     |
| 74                               | Louis Déprez (FRA)          | 35e      |
| 75                               | Alphonse De Vreese (FRA)    | AB-3     |
| 76                               | Robert Dorgebray (FRA)      | HD-2     |
| 77                               | Louis Gauthier (FRA)        | AB-3     |
| 78                               | Jean de Gribaldy (FRA)      | 46e      |
| 79                               | Alexandre Pawlisiak (FRA)   | 48e      |
| 80                               | Georges Martin (FRA)        | HD-2     |
| Directeur sportif : Marcel Bidot |                             |          |

| Centre / Sud-Ouest         | Centre / Sud-Ouest         | Centre / Sud-Ouest |
| -------------------------- | -------------------------- | ------------------ |
| Num                        | Coureur                    | Pos                |
| 81                         | Joseph Berrini (FRA)       | HD-2               |
| 82                         | Albert Bourlon (FRA)       | 21e                |
| 83                         | Camille Danguillaume (FRA) | AB-3               |
| 84                         | Joseph Dessertine (FRA)    | AB-9               |
| 85                         | Raphaël Géminiani (FRA)    | AB-5               |
| 86                         | Antoine Latorre (FRA)      | 26e                |
| 87                         | Roger Lévêque (FRA)        | 24e                |
| 88                         | Alfred Macorig (FRA)       | HD-3               |
| 89                         | Joseph Neri (FRA)          | 40e                |
| 90                         | Yves Pierracci (FRA)       | AB-3               |
| Directeur sportif : Cantou |                            |                    |

| Sud-Est                            | Sud-Est                | Sud-Est |
| ---------------------------------- | ---------------------- | ------- |
| Num                                | Coureur                | Pos     |
| 91                                 | Marius Bonnet (FRA)    | 29e     |
| 92                                 | Ahmed Chibane (ALG)    | AB-6    |
| 93                                 | Pierre Fautrier (FRA)  | NP-13   |
| 94                                 | Bernard Gauthier (FRA) | 22e     |
| 95                                 | Paul Giguet (FRA)      | 19e     |
| 96                                 | Pascal Gnazzo (FRA)    | 39e     |
| 97                                 | Apo Lazaridès (FRA)    | 10e     |
| 98                                 | Paul Néri (ITA)        | AB-3    |
| 99                                 | Victor Pernac (FRA)    | AB-3    |
| 100                                | Raoul Rémy (FRA)       | 28e     |
| Directeur sportif : Pierre Gallien |                        |         |